# 泰甘島
泰甘島（英語：Teigan Island）是南極洲的島嶼，位於威爾克斯地，長0.4公里，處於博斯納島東北面0.2公里，屬於風車群島的一部分，根據美國海軍拍攝空中照片繪入地圖，現時由南極條約體系管理。